# راشد بن حمید النعیمی
راشد بن حمید النعیمی (راشد بن حمید النعیمی) سیاست‌مدار اهل امارات متحده عربی بود، که از سال ۱۹۲۸ تا ۱۹۸۱ بعنوان حاکم عجمان فعالیت می‌کرد.